# Sorens
Sorens (toponimo francese; in tedesco Soring, desueto) è un comune svizzero di 1 087 abitanti del Canton Friburgo, nel distretto della Gruyère.

## Monumenti e luoghi d'interesse

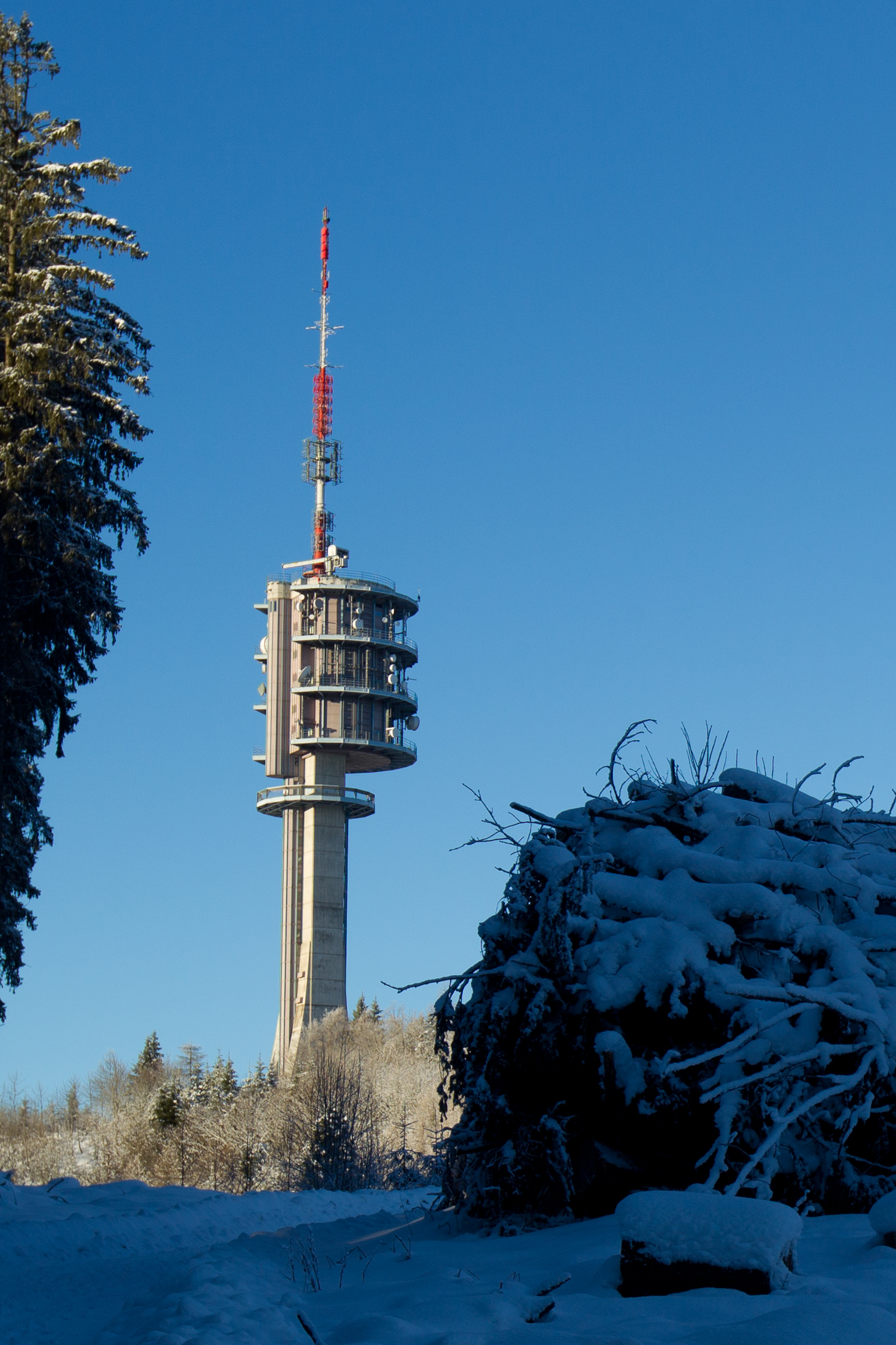
La Tour du Gibloux

- Chiesa cattolica di San Michele, eretta nel 1933 da Fernand Dumas[1];
- Tour du Gibloux, antenna per le telecomunicazioni sulla cima del monte omonimo con piattaforma panoramica[senza fonte].

## Società

### Evoluzione demografica
L'evoluzione demografica è riportata nella seguente tabella:
Abitanti censiti

## Amministrazione
Ogni famiglia originaria del luogo fa parte del comune patriziale che ha la responsabilità della manutenzione di ogni bene comune.